# Colombe Schneck
Colombe Schneck (9 giugno 1966) è una giornalista e scrittrice francese specialista di mass media.
Presenta I>Média ogni giorno alle 9.15 sull'emittente francese di notizie 24h-24 I>Télé e J'ai mes sources, dal lunedì al venerdì dalle 10.30 alle 11.00 su France Inter.

## Biografia
Nata il 9 giugno 1966, Colombe Schneck è laureata all'Institut d'études politiques de Paris (noto anche come «Sciences Po»).
È stata cronista per Arrêt sur images, trasmissione di analisi dei media di Daniel Schneidermann, prima di arrivare nel 1999 a I>Télé, il canale d'informazione del gruppo Canal+.
Colombe Schneck presenta I>Média, dal lunedì al venerdì alle 9.15. Ogni mattina intervista uno o più attori del mondo dei media. Tania Young presenta ogni venerdì una cronaca sui programmi televisivi del week-end.
A partire dal settembre 2006, presenta anche J'ai mes sources, una trasmissione quotidiana dedicata ai media su France Inter dal lunedì al venerdì dalle 10.30 alle 11.00. Colombe Schneck è circondata da uno o più invitati e da cronisti come Pierre Lescure, Emmanuel Charonnat, Éric Naulleau, Patrick Cabannes o anche Anne-Elisabeth Lemoine.

Era già stata cronista per la trasmissione Le Fou du Roi, sempre su France-Inter.

## Opere
- L'Increvable Monsieur Schneck, 2006 (Premio Murat 2007)
- Sa petite chérie, 2007

"Val de grâce" (2008) grand prix de l'héroïne Madame Figaro 2009
- Une femme célèbre, 2010, prix Anna de Noailles Academie Française 2011
- La réparation, Paris, Grasset, 2012, Einaudi 2013, prix Thyde Monnier 2012